# Mildred Christina Akosiwor Fugar
Mildred Christina Akosiwor Fugar (auch: Mildred Ankrah, * 12. Juni 1938, Luluabourg, Belgisch-Kongo geboren (heute: Kananga, Demokratische Republik Kongo); † 9. Juni 2005) war eine First Lady von Ghana und die Frau von Joseph Arthur Ankrah. Sie war in Belgisch-Kongo und der Goldküste aufgewachsen und nachdem ihr Ehemann Staatschef von Ghana geworden war, engagierte sie sich in sozialen und religiösen Ämtern.

## Leben
Sie wurde am  12. Juni 1938 in „Luluabourg“, in Belgisch-Kongo geboren (heute: Kananga, Demokratische Republik Kongo). Ihre Elten waren Benoni Kwaku Fugar, ein Ghanaer und Pauline Isombe Edembe Fugar, eine Kongolesin. Sie war die vierte von sieben Kindern. Fugar erhielt ihre Schulbildung im Keta Roman Catholic Convent in der Kolonie Gold Coast (heute: Ghana), wo sie auch 1957 ihre Middle School abschloss und dann an das Universal Commercial College in Somanya ging. Dann begann Mildred beim Central Revenue Department, dem heutigen Ghana Internal Revenue Service, zu arbeiten.
Sie traf den General Joseph Arthur Ankrah erstmals 1962, nachdem ihre Schwester Florence ins Burma Camp ging, um sich dem Hilfskorps der ghanaischen Armee anzuschließen. Florence traf zwei hochrangige Armeeoffiziere und bat sie, sie zum „Chef der Armee“ zu führen, damit sie ihre Bewerbung einreichen konnte. Ankrah war so begeistert von ihr, dass er sie nach Hause zu ihrer Familie begleitete, wo er Fugar kennenlernte. Sie verlobten sich 1965 und heirateten später.
Nach dem Staatsstreich, der am 24. Februar 1966 zu einem Regierungswechsel führte, und dem Aufstieg Ankrahs zum Staatsoberhaupt Ghanas und Vorsitzenden des National Liberation Council (Nationaler Befreiungsrat), Fugar wurde First Lady von Ghana. Sie engagierte sich stark in sozialen und religiösen Aktivitäten.

## Tod
Mildred starb am 9. Juni 2005 und wurde am 29. Juni auf dem Osu Cemetery in Accra beigesetzt.